# Piper perverrucosum
Piper perverrucosum är en pepparväxtart som beskrevs av Trel. & Yunck.. Piper perverrucosum ingår i släktet Piper och familjen pepparväxter. Inga underarter finns listade i Catalogue of Life.